# The Best of Rod Stewart (album 1989)
The Best of Rod Stewart – drugi w dyskografii Roda Stewarta album kompilacyjny noszący tytuł The Best of…. Wcześniejsze wydawnictwo było opublikowane przez wytwórnię Mercury. Na płycie można znaleźć takie przeboje jak "Maggie May", "Da Ya Think I'm Sexy?", "Sailing", "Young Turks", czy "Every Beat of My Heart".

## Lista utworów
Wszystkie utwory skomponowane przez Roda Stewarta, poza zaznaczonymi
| 1.  | "Maggie May" (Rod Stewart/Martin Quittenton)                                                      | 4:59    |
|     |                                                                                                   |         |
| 2.  | "You Wear It Well" (Stewart/Quittenton)                                                           | 4:21    |
|     |                                                                                                   |         |
| 3.  | "Baby Jane" (Stewart/Jay Davis)                                                                   | 4:46    |
|     |                                                                                                   |         |
| 4.  | "Da Ya Think I'm Sexy?" (Stewart/Carmine Appice)                                                  | 4:19    |
|     |                                                                                                   |         |
| 5.  | "I Was Only Joking" (Gary Grainger/Stewart)                                                       | 4:51    |
|     |                                                                                                   |         |
| 6.  | "This Old Heart of Mine (Is Weak for You)" (Lamont Dozier/Brian Holland/Eddie Holland/Sylvia Moy) | 4:12    |
|     |                                                                                                   |         |
| 7.  | "Sailing" (Gavin Sutherland)                                                                      | 4:23    |
|     |                                                                                                   |         |
| 8.  | "I Don’t Want to Talk About It" (Danny Whitten)                                                   | 4:51    |
|     |                                                                                                   |         |
| 9.  | "You're in My Heart (The Final Acclaim)"                                                          | 4:30    |
|     |                                                                                                   |         |
| 10. | "Young Turks" (Stewart/Appice/Duane Hitchings/Kevin Savigar)                                      | 4:34    |
|     |                                                                                                   |         |
| 11. | "What Am I Gonna Do (I'm So in Love with You)" (Stewart/Davis/Tony Brock)                         | 3:37    |
|     |                                                                                                   |         |
| 12. | "The First Cut Is the Deepest" (Cat Stevens)                                                      | 3:52    |
|     |                                                                                                   |         |
| 13. | "The Killing of Georgie (Part I and II)"                                                          | 6:29    |
|     |                                                                                                   |         |
| 14. | "Tonight’s the Night (Gonna Be Alright)"                                                          | 3:36    |
|     |                                                                                                   |         |
| 15. | "Every Beat of My Heart" (Stewart/Savigar)                                                        | 4:42    |
|     |                                                                                                   |         |
| 16. | "Downtown Train" (Tom Waits)                                                                      | 4:36    |
|     |                                                                                                   |         |
|     |                                                                                                   | 1:12:38 |
|     |                                                                                                   |         |

## Certyfikaty sprzedaży
| Państwo               | Certyfikat | Sprzedaż  |
| --------------------- | ---------- | --------- |
| Australia (ARIA)      | 4× Platyna | 280'000   |
| Brazylia (ABPD)       | Platyna    | 250'000   |
| Niemcy (BM)           | 2x Platyna | 1'000'000 |
| Wielka Brytania (BPI) | 5x Platyna | 1'500'000 |